# Corporación Venezolana del Petróleo
La Corporación Venezolana del Petróleo es una empresa petrolera venezolana, de carácter estatal, que ha existido en dos periodos históricos. En una primera etapa, tenía por objeto la exploración, explotación, refinación y transporte de hidrocarburos, así como la compra, venta y permuta de los mismos en cualquier forma, dentro o fuera de Venezuela, desde su creación en 1960 hasta el año 1978, cuando fue liquidada y sus activos transferidos a la operadora Corpoven, también estatal. La CVP -actualmente una filial de Petróleos de Venezuela (PDVSA)- fue nuevamente reactivada en 1995 con un nuevo objetivo: administrar y controlar los negocios y asociaciones que PDVSA mantiene con terceros (tanto venezolanos como extranjeros). 

## Primera etapa: 1960 - 1978
La Corporación Venezolana del Petróleo es creada bajo la figura de instituto autónomo por decreto Nº 260 del 19 de abril de 1960 y publicado en la Gaceta Oficial Nº 26.233 del 21 de abril del mismo año. Aunque recibió la atribución de promover otras empresas, con personalidad jurídica y patrimonio propio, la CVP se dedicó principalmente al mercado doméstico de productos derivados del petróleo y a la distribución de gas en la zona metropolitana de Caracas, ocupándose en reducida escala de la exploración y del comercio internacional, actividades claves para el desarrollo de la industria petrolera nacional.

### Hitos en su primera etapa
En 1961, la CVP perfora su primer pozo -conocido oficialmente como "L-1"- en el campo petrolero Lamar, ubicado en el estado Zulia. En 1964, la CVP se convierte oficialmente en un productor de derivados: la refinería Morón del Instituto Venezolano de Petroquímica, con capacidad de 2.500 barriles diarios, ubicada en Morón (estado Carabobo) fue traspasada a la CVP. Ese mismo año, se promulga el Decreto Nº 187, por medio del cual se le asigna a la CVP el 33% del mercado interno de los hidrocarburos, garantizando así la presencia del Estado venezolano en el negocio de combustibles. 
En 1965, la CVP envía a los Estados Unidos el primer grupo de geólogos para su adiestramiento en geofísica y en 1967 logró acuerdos con Creole, Shell, Mene Grande, Texas, Mobil y Phillips, para abastecer de gasolinas a un cada vez más creciente número de estaciones de servicio bajo el símbolo CVP.
En 1968 es inaugurada la expansión de la refinería Morón, ahora con capacidad para procesar 18.500 barriles diarios de crudo. Ese año, la CVP y el Instituto Venezolano de Petroquímica abrieron una licitación para la construcción de una refinería con capacidad de procesar 157.000 barriles diarios en el Zulia. En la compañía mixta, las dos empresas controlarían, por lo menos, 51 % del capital. CVP abastecería dicha refinería con crudos pesados y dispondría de la mitad de las gasolinas producidas.
En 1974, la CVP y Shell firmaron un contrato para investigar los crudos pesados venezolanos. Ese año, la producción promedio de la CVP fue de 75.342 barriles diarios de crudo, para un 2,5 % del total promedio producido ese año en Venezuela.
Para dar cumplimiento a lo estipulado en la Ley de Nacionalización petrolera, la Corporación Venezolana del Petróleo es convertida en sociedad anónima por Decreto Nº 1127 del 2 de septiembre de 1975. En 1977, luego de revertidas las concesiones privadas y en el marco del programa de racionalización de recursos, la CVP recibe en transferencia la Refinería Bajo Grande así como todos los activos de la recién creada filial Boscanven a principios de año y, asimismo, absorbe a la filial Deltaven a mediados de ese mismo año. La CVP cesa actividades comerciales en noviembre de 1978, tras su fusión con la filial Llanoven en una nueva entidad denominada Corpoven. Al año siguiente la Refinería de Morón es clausurada y desmantelada.

## Segunda etapa: 1995 hasta la actualidad
La Corporación Venezolana del Petróleo fue reactivada el 14 de julio de 1995, ahora bajo la figura de filial de PDVSA para propósitos especiales. En enero de 1996 suscribió contratos de exploración para 8 bloques que le fueron asignados por el Ejecutivo, con 14 empresas extranjeras y nacionales, para la exploración a riesgo y eventual producción bajo el esquema de ganancias compartidas y en agosto de 2003, PDVSA transfirió formalmente todos sus contratos de empresas de riesgo compartido con firmas del sector privado a la CVP.
La Corporación Venezolana del Petróleo, en su nueva etapa como filial de propósitos especiales de PDVSA, tiene dos funciones principales:
1. Controla y administra todo lo concerniente a los negocios que se realizan con otras empresas petroleras de capital nacional o extranjero. En tal sentido, participa en la administración y control de los negocios que tiene PDVSA con terceros (nacionales y extranjeros), tanto en la Faja del Orinoco, a través de 4 convenios de asociación, como en el resto del país, mediante 21 empresas mixtas. Participa además en la definición del modelo de los futuros negocios que realice PDVSA tanto en la Faja del Orinoco como a nivel internacional y en el desarrollo de todo lo referente a la exploración de gas costa afuera.[5]
2. A través de sus proyectos de desarrollo, constituye el brazo ejecutor de PDVSA para apalancar el desarrollo económico, endógeno y social de Venezuela, cumpliendo de esta manera con los lineamientos del gobierno venezolano.[6]

## Presidente de directorio
- Manuel Salvador Quevedo Fernández (6/12/2017 -27/4/2020)[7]
- Germán José Márquez Gil (27/4/2020 -    )

- Erick Jacinto Pérez Rodríguez(19/07/2021 -    )[8]
- Eduardo Lorenzo Pinto Salazar(3/9/2024 - 6/01/2025)[9]
- Marco Magallanes Grillet (6/01/2025 - 6/03/2025)[10]
- Eduardo Lorenzo Pinto Salazar (6/03/2025 - encargado actual).[11]

## Empresas administradas

### PDVSA - Chevron
- Petroindependencia S.A. empresa mixta donde Chevron tiene un 34 % de participación, tiene un contrato para operar hasta 2050, ubicada en el estado Carabobo, constituida en 2010.[12]
- Petropiar S.A. empresa mixta que se desarrolla en la Faja petrolífera del Orinoco. Chevron tiene el 30% de la participación en Petropiar y el Mejorador de Petropiar con una extensión hasta el año 2047 otorgado en junio de 2024.[13]
- Petroboscan S.A.  empresa mixta situado en el Zulia[14]
- Petroindependiente S.A empresa mixta constituida en 2010, ubicada en el estado Carabobo donde la estadounidense Chevron tiene un 34 % de participación inicialmente podía operar hasta 2035, luego de que la Asamblea Nacional aprobara la extensión de 15 años más hasta el año 2050.[15]

### PDVSA - Repsol
- Petroquiriquire empresa mixta, Repsol tiene el 40% de participación para explorar los campos Quiriquire, Mene Grande y Barua-Motatán al obtener los activos de Topomoro y La Ceiba desde diciembre de 2023.[16][17]

### Pdvsa - Maurel & Prom
- Petroregional del Lago (PRDL) empresa mixta con la petrolera francesa Maurel & Prom que posee una participación del 40% que explota el yacimiento de Urdaneta Oeste.[18]

### Pdvsa - A&B oil and gas
- Petrolera Roraima empresa mixta formada en mayo de 2024 con  49% de participación de A&B oil and gas empresa nacional presidida por el empresario venezolano Jorge Alfredo Silva Cardona que se desarrollará en la Faja petrolífera del Orinoco en reemplazo de Petro San Félix y administrará uno de los cuatro mejoradores de crudo pesado.[19][20][21]

### Pdvsa - Gazmin
- Petro Zamora empresa mixta formada entre Pdvsa con Gazmin poseedora de 40% de las acciones, tenía una producción en abril de 2024 de 30.000 barriles diarios, logró duplicarse en febrero de 2025 para llegar a 60.000 barriles y la meta es llegar a fines de este año a 100.000 barriles por día.[22]